# Sant Nicolau Castle
Sant Nicolau Castle är ett slott i Spanien.   Det ligger i regionen Balearerna, i den östra delen av landet, 600 km öster om huvudstaden Madrid. Sant Nicolau Castle ligger 2 meter över havet. Det ligger på ön Menorca.
Terrängen runt Sant Nicolau Castle är platt. Havet är nära Sant Nicolau Castle åt sydväst. Runt Sant Nicolau Castle är det ganska tätbefolkat, med 129 invånare per kvadratkilometer. Närmaste större samhälle är Ciutadella, 1,5 km öster om Sant Nicolau Castle. 